# تيليفيريك وهران
تيليفيريك وهران هو تلفريك حضري يقع في مدينة وهران بالجزائر . يربط حي النصر بقمة جبل مرجاجو عبر حي الصنوبر . افتُتح التلفريك عام 1988.

## تاريخ
بدأ تشغيل تلفريك وهران عام 1988، وتعرض لعمل تخريبي في منتصف التسعينيات ، خلال العشرية السوداء في الجزائر . أُعيد افتتاحه عام 2008، ثم أُغلق مجددًا عام 2013 بسبب قدم معداته وأعطاله المتكررة. ومن المقرر إعادة افتتاحه عام 2022  ,  .

## سمات
هذا تلفريك قابل للفصل . يتكون من قسمين، ويبلغ طول المسار الإجمالي 1900 متر . يربط القسم الأول حي النصر بحي الصنوبر ( المزارعون ). ؛ القسم الثاني يربط حي الصنوبر بقمة جبل المرجاجو  ,  .
| رقم | اسم        | مميزة        | ارتفاع  |
| --- | ---------- | ------------ | ------- |
| 1   | حي النصر   | محطة القيادة | 100 متر |
| 2   | حي الصنوبر | محطة وسيطة   | 140 متر |
| 3   | جبل مرجاجو | محطة الجهد   | 420 متر |

يضم المرفق حاليًا 36 عربة ، تتسع لستة أشخاص، تخدم محطتي الوصول بالتناوب. ويُقدر متوسط الطاقة الاستيعابية بـ 1200 مسافر في الساعة  .
تتكون عملية تجديد التلفريك من استبدال الكبائن ذات الستة مقاعد بكبائن ذات ثمانية مقاعد واستبدال العديد من الأبراج  .

## استغلال
عند إعادة افتتاحه، سيتم تشغيل تلفريك وهران من قبل الشركة الجزائرية للنقل بالكابل (ETAC)، والتي تدير وتشغل جميع التلفريكات والجنادل في الجزائر.

## الملاحظات والمراجع
1. 1 2 3  "Oran: relance d'un projet de réhabilitation du téléphérique". aps.dz. 3 janvier 2022. مؤرشف من الأصل في 2022-05-24. اطلع عليه بتاريخ 12 février 2022. {{استشهاد ويب}}: تحقق من التاريخ في: |تاريخ-الوصول= و|تاريخ= (مساعدة).
2. ↑  "Dans la perspective des Jeux méditerranéens, Le téléphérique d'Oran bientôt réhabilité". liberte-algerie.com. 20 décembre 2021. مؤرشف من الأصل في 2022-02-12. اطلع عليه بتاريخ 12 février 2022. {{استشهاد ويب}}: تحقق من التاريخ في: |تاريخ-الوصول= و|تاريخ= (مساعدة).
3. 1 2  "La télécabine de'Orab". metroalger-dz.com. مؤرشف من الأصل في 2022-02-12. اطلع عليه بتاريخ 14 février 2022. {{استشهاد ويب}}: تحقق من التاريخ في: |تاريخ-الوصول= (مساعدة).
4. ↑  Wahib Aït Ouakli (8 janvier 2022). "Oran, le téléphérique réceptionné avant les JM 22". lexpressiondz.com. مؤرشف من الأصل في 2022-02-15. اطلع عليه بتاريخ 12 février 2022. {{استشهاد ويب}}: تحقق من التاريخ في: |تاريخ-الوصول= و|تاريخ= (مساعدة).